# Лавал, Рейч
Рейч Лавал (4 декабря 1965 — 24 ноября 1996) — датский боксёр-профессионал сьерра-леонского происхождения, выступавший во второй полулёгкой и лёгкой весовых категориях. Чемпион Европы по версии EBU во втором полулёгком весе (1988—1989) и Европейского союза по той же версии в лёгком весе (1994), претендент на титулы чемпиона мира по версии WBO во втором полулёгком весе (1991), на титул чемпиона Европы по версии EBU во втором полулёгком весе (1991) и на тот же титул в лёгком весе (1994).

## Биография
Рейч Лавал родился 4 декабря 1965 года в Фритауне, Сьерра-Леоне. Затем переехал в Орхус, Дания. 3 октября 1986 года дебютировал на профессиональном ринге, победив по очкам Джона  Таунслея (1-1).
8 декабря 1988 года нокаутировал в 12-м раунде датчанина корейского происхождения Ларса Ланда Дженсена (10-1) и завоевал титлу чемпиона Европы по версии EBU во втором полулегком весе. 17 марта 1989 года провёл первую защиту титула нокаутировав британца Джона Дохерти (25-4-3), 27 апреля 1989 года провёл вторую защиту титула, против другого британца Майка Уаллея (12-8-5), но уже 9 июня того же года проиграл техническим нокаутом французу Даниэлю Лондасу (47-7-1) и утратил титул.
17 мая 1991 года проиграл техническим нокаутом американцу Мэннингу Галлоуэю (46-11-1) в поединке за титул чемпиона мира во втором полулёгком весе по версии WBO. 9 октября того же года проиграл британцу Пату Барретту (30-1-1) в бою за титул чемпиона Европы по версии EBU во втором полулёгком весе.
22 апреля 1994 года нокаутировал британского боксёра Пола Берка (18-8-2) и завоевал титул чемпиона Европейского союза по версии EBU в лёгком весе. 4 декабря того же года провёл свой последний профессиональный поединок за титул чемпиона Европы по версии EBU в лёгком весе. проиграв французу Жану-Батисту Менди (45-5-2).

### Убийство
Рейч Лавал был убит ножом на дискотеке Дэвида Крокетта в Орхусе 24 ноября 1996 года. Там Рейч работал швейцаром, он не впустил пятерых палестинцев на дискотеку. Один из них нанес ему ножевое ранение в область груди, после чего Лавал попытался бежать за преступниками. Вскоре после этого ему едва возвратился на дискотеку, откуда его отвезли в Орхусскую городскую больницу, где он скончался через час. Двое подозреваемых были арестованы в ту же ночь, а трое других были арестованы на следующий день в Оденсе. В октябре 1997 года один из подозреваемых, Ахмад Абдулла Абу-Шакер, был приговорен к 12 годам тюремного заключения и последующей высылке из Дании.